# Flahultasjön
Flahultasjön är en sjö i Gislaveds kommun i Småland och ingår i Lagans huvudavrinningsområde. Sjön har en area på 0,461 kvadratkilometer och ligger 149,3 meter över havet. Sjön avvattnas av vattendraget Viskeån. Vid provfiske har bland annat abborre, braxen, gers och gädda fångats i sjön.

## Delavrinningsområde
Flahultasjön ingår i det delavrinningsområde (634041-136920) som SMHI kallar för Ovan 634009-136945. Avrinningsområdets medelhöjd är 168 meter över havet och ytan är 24,89 kvadratkilometer. Det finns inga delavrinningsområden uppströms utan avrinningsområdet är högsta punkten. Viskeån som avvattnar avrinningsområdet har biflödesordning 4, vilket innebär att vattnet flödar genom totalt 4 vattendrag innan det når havet efter 155 kilometer. Delavrinningsområdet består mestadels av skog (59 procent) och sankmarker (19 procent). Avrinningsområdet har 0,54 kvadratkilometer vattenytor vilket ger det en sjöprocent på 2,1 procent.

## Fisk
Vid provfiske har följande fisk fångats i sjön:
- Abborre
- Braxen
- Gärs
- Gädda
- Karpfisk obestämd
- Mört
- Sutare